# رناته
رناته (به ایتالیایی: Renate) یک کومونه در ایتالیا است که در استان مونتزا و بریانتزا واقع شده‌است. رناته ۲٫۸۴ کیلومتر مربع مساحت و ۳٬۷۳۱ نفر جمعیت دارد.